# Mikronezja na Mistrzostwach Świata w Lekkoatletyce 2009
Mikronezja na Mistrzostwach Świata w Lekkoatletyce 2009 – reprezentacja Mikronezji podczas czempionatu w Berlinie liczyła tylko 1 zawodnika, który wystąpił w biegu sprinterskim na dystansie 100 metrów.

## Występy reprezentantów Mikronezji

### Mężczyźni
- Bieg na 100 m
  - Yondan Namelo z czasem 11,78 zajął 87. miejsce w eliminacjach i nie awansował do kolejnej rundy